# Hyucheon-dong
Hyucheon-dong (koreanska: 휴천동) är en stadsdel i staden Yeongju i provinsen Norra Gyeongsang, i den centrala delen av Sydkorea, 170 km sydost om huvudstaden Seoul.

## Indelning
Administrativt är Hyucheon-dong indelat i:
| Namn    | Namn                 | Yta km² | Invånare 31 dec 2020 |
| ------- | -------------------- | ------- | -------------------- |
| 휴천1동 | Hyucheon 1(il)-dong  | 5,24    | 6 722                |
| 휴천2동 | Hyucheon 2(i)-dong   | 0,88    | 8 340                |
| 휴천3동 | Hyucheon 3(sam)-dong | 10,29   | 8 086                |